# Marie-Andrée Morisset-Balier
Pour les articles homonymes, voir Morisset et Balier.
Marie-Andrée Morisset-Balier est une organiste française, née le 5 septembre 1938 à Fécamp.

## Biographie
Marie-Andrée Morisset-Balier est originaire de Fécamp en Normandie. Au Conservatoire de Rouen, elle est notamment l'élève de Marcel Lanquetuit, et remporta cinq premiers prix.
À partir de 1963, elle est organiste à l'église Saint-Ouen de Longpaon à Darnétal, puis à partir de 1971 à la basilique Notre-Dame-du-Port à Clermont-Ferrand. En 1977, elle est nommée organiste titulaire de l'orgue Cavaillé-Coll de l’abbatiale Saint-Ouen de Rouen. En 2018, elle avait sorti 50 albums LP et CD. Elle est mariée au trompettiste, musicologue et peintre Michel Morisset (né en 1936),. Les compositeurs André Fleury, Georges Migot et Édouard Senny ont écrit diverses œuvres pour trompette et orgue pour elle et son mari.

## Discographie

### Orgue
- Charles-Marie Widor: Symphonie Gothique, Opus 70. LP, Label Grand Orgue.
- Charles-Marie Widor: Symphonie Gothique, Opus 70. CD, Motette Ursina.
- Charles-Marie Widor: Quatrième Symphonie, Opus 13. LP, Label Grand Orgue.
- Charles-Marie Widor: Symphonie N° 2, Opus 13, 2. 1988, Motette Ursina.
- Marie-Andrée Morisset-Balier au grand orgue Cavaillé-Coll de l’abbatiale Saint-Ouen de Rouen. CD, A.S.O. 92 576.